# Ö (lok)
Lok med Littera Ö tillkom under 1920-talet då man började elektrifiera det svenska järnvägsnätet. Loken har förutom eldrift även batterier, och skulle användas på sträckor som ännu inte blivit fullt utbyggda och vid händelse av kontaktledningsbrott..

## Rangerades ut
Under 1960-talet rangerades Öa och Öb loken ut ur organisationen, medan Öc och Öd fortsatte tjänstgöra främst som tjänstefordon vid järnvägsarbeten fram till slutet av 1980-talet. Det lades fram ett förslag under 1990-talet när man byggde färjeläget vid Helsingborg C att ett Öd-lok skulle tjänstgöra på platsen. Men efter vidare arbete med förslaget så blev det ett Z68-lok som till slut fick det uppdraget.